# Доктрина Питти

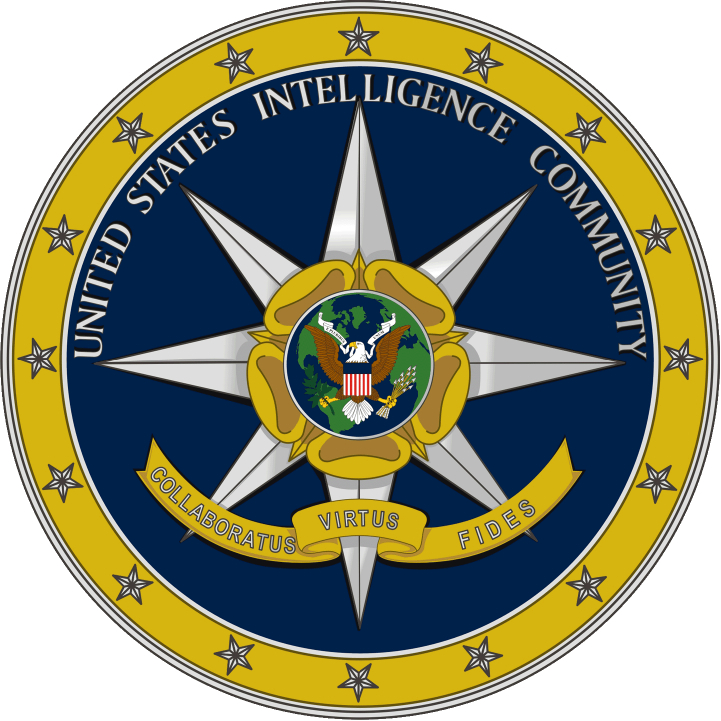

Доктрина Питти — подход к стратегическому анализу, который предвосхитил видение будущего разведывательного сообщества, сформулированное директором национальной разведки США в 2008 году, а также понимание того, до какой степени должна видоизмениться разведывательная профессия, чтобы адаптироваться к определенной обстановке.
Уже в годы Второй мировой войны Дж. Питти писал о том, что сегодня констатируют современные авторы, например, Дж. Хейдерних, — «Современное разведывательное сообщество, во-первых, утратило концептуальное различие между тактической и стратегической разведкой и, во-вторых, отодвинуло саму стратегическую разведку на второй план».
Идея доктрины принадлежат Джорджу Питти, учёному, который всю жизнь проработал в своей альма-матер — Гарвардском университете.
Поводом написания доктрины послужила военная служба в годы Второй мировой войны, во время которой Дж. Питти работал в европейском отделе Управления внешнеэкономических связей. Дж. Питти с большим скепсисом относился к ценности так называемых «объективных фактов» — особенно после тщательного изучения Стратегического обзора бомбардировок США в годы войны, который выпускался для оценки эффективности (а более часто — неэффективности) целеуказаний, подготовленных Питти и его коллегами. Результатом стало написание работы «Будущее американской стратегической разведки» в 1947 году, которая стала воззванием к американскому правительству, обратить вниманием на проблемы разведывательной службы США.

## Критика
Духом скептицизма наполнена работа «Будущее американской стратегической разведки».
Дж. Питти отмечает основные промахи разведывательной службы США :
- Не ошибки прошлого страшны, а будущее, и то, что новое время принесет для США гораздо более серьезные проблемы.
- Марксизм остается наиболее современным из того, что мы когда-либо знали…Годы игнорирования и непонимания Америкой того, что заставляет работать мировую политику не могут больше продолжаться, если США собираются принять на себя активное мировое лидерство в поиске способов устранить причины войн.
- Руководство плохо организует аналитическую работу, не проводя элементарные действия анализа и синтеза.

## Предложения
- Разведка должна проводить большую работу по сбору и оценке огромного количества сведений, и что информацию нельзя получить в качестве факультативного продукта при выполнении какой-то работы, не имея для этого специальной организации. Применение в сфере разведки современных научных методов исследования внесло коренные изменения в процессе сбора информации, и в результате количество добываемых сведений, увеличившееся по сравнению с довоенным уровнем почти в тысячу раз, диалектически трансформировалось качественно.
- Привлечь к аналитической работе научных работников, так как поверхностное ознакомление с информацией ни чего не дает.
- Процесс исследования в разведке должен начинаться с просмотра огромного количества «серых» сведений, являющихся основой для дальнейшей аналитической работы разведчика.
- Конечной целью всей работы разведывательных служб является не только подготовка выводов, но и донесение этой информации до потребителя. И это очень важно, так как заключение разведки может повлиять на принятие государственных решений.
- Питти выступает против идеи создания единого централизованного органа, призванного заменить уже существующие разведывательные организации. Создание такого органа, по его мнению, привело бы к исчезновению контакта между ответственными оперативными работниками министерств и информационными работниками разведки и одновременно прекращению столь необходимого в их отношениях взаимодействия.